# Adams (Nebraska)
Adams és una població dels Estats Units a l'estat de Nebraska. Segons el cens del 2010 tenia 573 habitants.

## Demografia
Segons el cens del 2000, Adams tenia 489 habitants, 187 habitatges, i 123 famílies. La densitat de població era de 314,7 habitants per km².
Dels 187 habitatges en un 31% hi vivien nens de menys de 18 anys, en un 55,6% hi vivien parelles casades, en un 6,4% dones solteres, i en un 33,7% no eren unitats familiars. En el 32,1% dels habitatges hi vivien persones soles el 23% de les quals corresponia a persones de 65 anys o més que vivien soles. El nombre mitjà de persones vivint en cada habitatge era de 2,25 i el nombre mitjà de persones que vivien en cada família era de 2,85.
Per edats la població es repartia de la següent manera: un 21,5% tenia menys de 18 anys, un 4,1% entre 18 i 24, un 23,9% entre 25 i 44, un 14,7% de 45 a 60 i un 35,8% 65 anys o més.
L'edat mediana era de 45 anys. Per cada 100 dones de 18 o més anys hi havia 73 homes.
La renda mediana per habitatge era de 35.625 $ i la renda mediana per família de 44.792 $. Els homes tenien una renda mediana de 30.139 $ mentre que les dones 17.431 $. La renda per capita de la població era de 15.243 $. Aproximadament l'1,7% de les famílies i el 3% de la població estaven per davall del llindar de pobresa.

## Poblacions més properes
El següent diagrama mostra les poblacions més properes.